# Henning Skumsvoll
Henning Skumsvoll, född 15 mars 1947 i Farsund, är en norsk politiker i Fremskrittspartiet.